# ناشویل (نبراسکا)
ناشویل (به انگلیسی: Nashville) یک منطقهٔ مسکونی در ایالات متحده آمریکا است که در شهرستان واشینگتن، نبراسکا واقع شده‌است. ناشویل ۳۳۰٫۷۱ متر بالاتر از سطح دریا واقع شده‌است.